# Estonská literatura

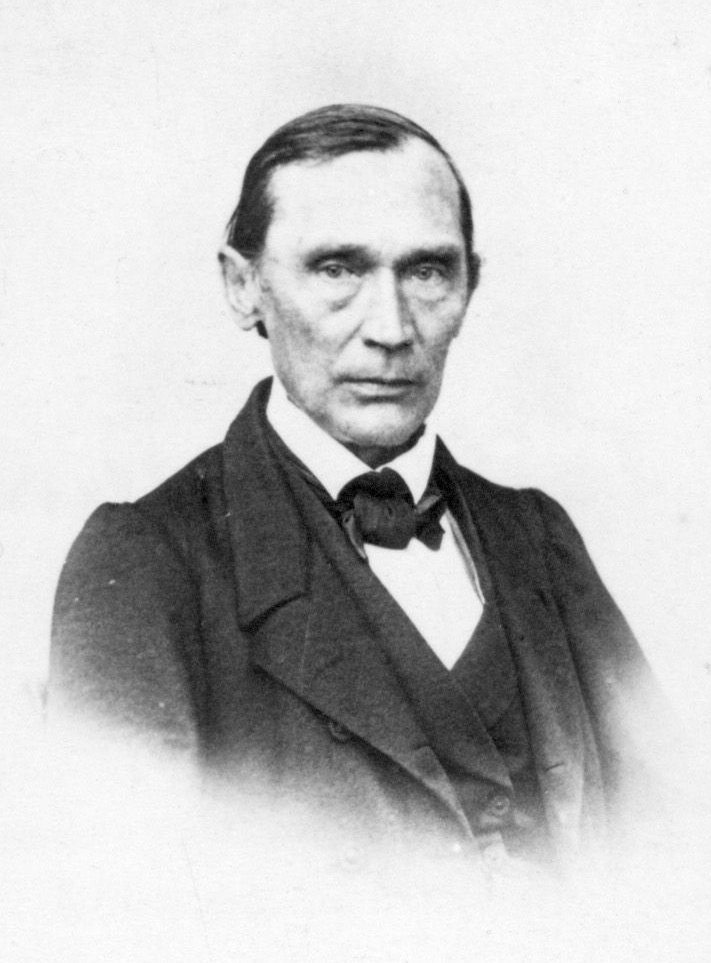
Friedrich Reinhold Kreutzwald, autor eposu Kalevipoeg (Syn Kalevův)

Estonská literatura je soubor literárních děl, která byla složena či napsána v estonštině nebo Estonci. Ve středověku vznikaly na území tehdejšího Livonska ručně psané latinské kroniky, například Livonská kronika z počátku 13. století nebo Hoenekeho Livonská mladší rýmovaná kronika z roku 1348. Nejranější texty v estonštině byly náboženské povahy, z první estonské knihy vydané roku 1525 v Lübecku se však dochoval pouze fragment. Na přelomu 17. a 18. století se objevila snaha o estonský překlad bible – roku 1686 vyšel v Rize v jihoestonském nářečí Nový zákon Pána našeho Ježíše Krista, přeložený pravděpodobně teologem Andreem Virginiem (1640–1701) a jeho synem Adrianem Virginiem (1663–1706). Severoestonská redakce pochází z roku 1715, kdy vyšla péčí Heinricha Gutsleffa (1680–1747). Rané světské tvorby nebylo mnoho, k výjimkám patří texty básníka Reinera Brockmanna ze 17. století nebo anonymní elegie o zkáze města Tartu v severní válce. Na konci 18. století a v první polovině 19. století k opatrnému rozvoji estonské kultury přispívali němečtí intelektuálové jako Friedrich Wilhelm von Willmann (1746–1819), Friedrich Gustav Arvelius (1753–1806) nebo Peter August Friedrich von Manteuffel (1768–1842). Ke změně došlo se vzrůstem zájmu o estonský folklor a lidové písně a založením Estonské učené společnosti. Friedrich Reinhold Kreutzwald (1803–1882) se inspiroval materiálem lidové slovesnosti a jejím veršovým stylem a napsal autorský epos Kalevipoeg (Syn Kalevův, v různých redakcích 1853–1861). V 60. letech 19. století podnítila další rozvoj písemnictví také významná buditelka a básnířka známá pod pseudonymem Lydia Koidula (1843–1886), autorka přírodní, intimní a vlastenecké lyriky. Próza druhé poloviny 19. století zpracovávala historická témata, příkladem může být Mstitel (1880) Eduarda Bornhöheho (1862–1923), a postupně se rozšiřovaly také realistické tendence přejímané z francouzské, ruské a německé literatury.
Od počátku 20. století musela romantizující historická próza soupeřit stále více s díly sociálněkritickými, což se ukazuje například na díle Eduarda Vildeho (1865–1933), jenž psal oba typy textů. Romantické a realistické prvky propojoval také prozaik a dramatik August Kitzberg (1855–1927). Rozbuškou moderní estonské poezie se staly verše Juhana Liiva (1864–1913), pronásledovaného tragédiemi osobními i národními. K jeho básním se přihlásilo radikálně moderní a zahraničním vlivům otevřené básnické uskupení Mladé Estonsko, v jehož jádru se kromě básníka Gustava Suitse (1883–1956) a romanopisce Friedeberta Tuglase (1886–1917) pohybovali také malíři, sochaři a další umělci. Smyslné a erotické verše nabídla ve svých prvních sbírkách Marie Underová (1883–1980). Za estonské první republiky došlo díky podpoře vydávání knih a husté síti veřejných knihoven ke značnému kulturnímu rozkvětu – objevovaly se románové cykly naturalistického ražení, jako Rod Andruksonových (1931–1938) Augusta Jakobsona (1904–1963), novoromantické romány Augusta Gailita (1891–1960) i důmyslné epopeje Antona Hansena Tammsaareho (1877–1940), jako je například pentalogie Pravda a spravedlnost (1926–1933). V literatuře se kromě lyrizujících sbírek Marie Underové prosadily také básnické skupiny Siuru (ovlivněná expresionismem, futurismem a existenciálním myšlením) a Arbujad („Žreci“).
Po sovětské okupaci a připojení Estonska k Sovětskému svazu (1940) nastoupilo období socialistického utopismu, z nějž se literatura dokázala alespoň částečně vymanit až v 60. letech. Přelom 60. a 70. let 20. století přinesl lyrické a psychologizující prózy Lilli Prometové (1922–2007), satirické texty Enna Vetemay (1936–2017), experimenty Matse Traata (1936–2022) či melancholické novely Matiho Unta (1944–2005). Arvo Valton (1935–2024) přišel s žánrem kosmické grotesky, zatímco Jaan Kross (1920–2007) vybrousil historickou prózu a Aimée Beekmanová (*1933) otevřela otázky ženské emancipace. Také poezie směřovala k neotřelým a současně střízlivým způsobům vyjádření a rozvíjel se protestsong (Jaan Isotamm, 1939–2014), básně využívající klaunskou hravost (Juhan Viiding, 1948–1995) nebo exaktně pojaté mechanismy surrealistické asociace (Andres Ehin, 1940–2011). Ideologickému tlaku dokázala uniknout také dobrodružná a dětská literatura. Estonské prostředí ovlivnilo rovněž literární vědu: od poloviny 60. let 20. století se rozvíjela činnost Tartuské školy, sémiotické skupiny celosvětového dosahu, v čele s Jurijem Lotmanem (1922–1993). Po obnovení estonské samostatnosti v roce 1991 se literatura, obzvláště poezie, značně rozrůznila. Romanopisec Mihkel Mutt (*1953) nabídl sarkastičtější tón, zatímco básník a prozaik Tõnu Õnnepalu (*1962) melancholičtější ladění. Maimu Bergová (*1945) zkoumá otázky soužití s ruskou menšinou a značné popularity dosáhl také spisovatel a dramatik Andrus Kivirähk (*1970). Před rokem 1974 se estonská literatura překládala do češtiny převážně přes ruštinu (jednou z výjimek překládajících již tehdy přímo z estonštiny byla estonská rodačka Kyra Platovská), teprve po založení Baltského svazu se působením Vladimíra Macury začali překladatelé učit estonsky a objem estonské literatury vydávané v češtině značně stoupl.